# Liste des interstates au Maryland
Les Interstates au Maryland font partie du réseau des autoroutes inter-états et sont entretenues par le Maryland State Highway Administration (MDSHA). L'État compte six autoroutes principales et dix auxiliaires. 

## Liste des autoroutes principales
| Numéro | Longueur (mi) | Longueur (km) | Terminus sud / ouest                                                | Terminus nord / est                                       | Créée | Notes |
| ------ | ------------- | ------------- | ------------------------------------------------------------------- | --------------------------------------------------------- | ----- | ----- |
| I-68   | 81,09         | 130,50        | I-68 à la frontière de la Virginie-Occidentale près de Friendsville | I-70 / US 40 / US 522 à Hancock                           | 1991  |       |
| I-70   | 91,85         | 147,82        | I-70 / US 522 à la frontière de la Pennsylvanie à Hancock           | I-695 / MD 570 à Woodlawn                                 | 1962  |       |
| I-81   | 12,08         | 19,44         | I-81 à la frontière de la Virginie-Occidentale à Williamsport       | I-81 à la frontière de la Pennsylvanie près de Hagerstown | 1959  |       |
| I-83   | 34,50         | 55,52         | Fayette Street / President Street à Baltimore                       | I-83 à la frontière de la Pennsylvanie à Maryland Line    | 1959  |       |
| I-95   | 109,01        | 175,43        | I-95 / I-495 à la frontière de la Virginie près d'Oxon Hill         | I-95 à la frontière du Delaware près d'Elkton             | 1963  |       |
| I-97   | 17,62         | 28,36         | US 50 / US 301 à Parole                                             | I-695 / I-895 à Ferndale                                  | 1987  |       |
|        |               |               |                                                                     |                                                           |       |       |

## Liste des autoroutes auxiliaires
| Numéro | Longueur (mi) | Longueur (km) | Terminus sud / ouest                                        | Terminus nord / est                                    | Créée | Notes                               |
| ------ | ------------- | ------------- | ----------------------------------------------------------- | ------------------------------------------------------ | ----- | ----------------------------------- |
| I-195  | 4,35          | 7,00          | I-95 / MD 166 à Arbutus                                     | MD 170 près de l'Aéroport BWI                          | 1989  |                                     |
| I-270  | 32,60         | 52,46         | I-495 / MD 355 à Bethesda                                   | I-70 / US 40 à Frederick                               | 1974  |                                     |
| I-270Y | 2,10          | 3,38          | I-495 près de Bethesda                                      | I-270 près de North Bethesda                           |       |                                     |
| I-295  | 0,80          | 1,29          | I-95 / I-495 / MD 210 à Oxon Hill                           | I-295 à la limite de Washington, D.C.                  | 1965  |                                     |
| I-370  | 2,54          | 4,09          | Sam Eig Highway à Gaithersburg                              | MD 200 à Redland                                       | 1989  |                                     |
| I-395  | 1,33          | 2,14          | I-95 à Baltimore                                            | Howard Street / Camden Street à Baltimore              | 1981  |                                     |
| I-495  | 41,09         | 66,13         | I-95 / I-495 à la frontière de la Virginie près d'Oxon Hill | I-495 à la frontière de la Virginie près de Cabin John | 1963  | Ceinture autour de Washington, D.C. |
| I-595  | 19,97         | 32,14         | I-95 / I-495 / US 50 près de Glenarden                      | US 50 / US 301 / MD 70 à Parole                        | 1991  | Autoroute non-indiquée              |
| I-695  | 51,46         | 82,82         | Ceinture autour de Baltimore                                | Ceinture autour de Baltimore                           | 1959  |                                     |
| I-795  | 8,99          | 14,47         | I-695 à Pikesville                                          | MD 140 / MD 795 à Reisterstown                         | 1985  |                                     |
| I-895  | 14,87         | 23,93         | I-95 à Elkridge                                             | I-95 à Baltimore                                       | 1979  |                                     |
| I-895A | 0,71          | 1,14          | I-97 à Brooklyn Park                                        | I-895B à Brooklyn Park                                 | 1957  |                                     |
| I-895B | 2,67          | 4,30          | MD 2 à Brooklyn Park                                        | I-895 à Brooklyn Park                                  | 1957  |                                     |
|        |               |               |                                                             |                                                        |       |                                     |